# Сальвадор на летних Олимпийских играх 2012
Сальвадор на летних Олимпийских играх 2012 был представлен в 7 видах спорта.

## Результаты соревнований

### Академическая гребля
В следующий раунд из каждого заезда проходили несколько лучших экипажей (в зависимости от дисциплины). В утешительный заезд попадали спортсмены, выбывшие в предварительном раунде. В финал A выходили 6 сильнейших экипажей, остальные разыгрывали места в утешительных финалах B-F.
Мужчины
| Соревнование | Спортсмены    | Предварительный заезд | Предварительный заезд | Предварительный заезд | Отборочный заезд | Отборочный заезд | Отборочный заезд | Четвертьфинал | Четвертьфинал | Четвертьфинал | Полуфинал     | Полуфинал     | Полуфинал     | Финал   | Финал   | Итоговое место |
| Соревнование | Спортсмены    | Заезд                 | Время                 | Место                 | Заезд            | Время            | Место            | Заезд         | Время         | Место         | Заезд         | Время         | Место         | Время   | Место   | Итоговое место |
| ------------ | ------------- | --------------------- | --------------------- | --------------------- | ---------------- | ---------------- | ---------------- | ------------- | ------------- | ------------- | ------------- | ------------- | ------------- | ------- | ------- | -------------- |
| одиночки     | Роберто Лопес | 4                     | 7:23,75               | 4                     | 3                | 7:27,75          | 5                | Не участвовал | Не участвовал | Не участвовал | Полуфинал E/F | Полуфинал E/F | Полуфинал E/F | Финал E | Финал E | 29             |
| одиночки     | Роберто Лопес | 4                     | 7:23,75               | 4                     | 3                | 7:27,75          | 5                | Не участвовал | Не участвовал | Не участвовал | 1             | 7:57,89       | 3             | 7:41,32 | 5       | 29             |

Женщины
| Соревнование | Спортсмены | Отборочная гонка | Отборочная гонка | Четвертьфинал/ Дополнительная гонка | Четвертьфинал/ Дополнительная гонка | Полуфинал | Полуфинал | Финал | Финал |
| Соревнование | Спортсмены | Время            | Место            | Время                               | Место                               | Время     | Место     | Время | Место |
| ------------ | ---------- | ---------------- | ---------------- | ----------------------------------- | ----------------------------------- | --------- | --------- | ----- | ----- |
| Одиночки     |            |                  |                  |                                     |                                     |           |           |       |       |

### Лёгкая атлетика
Спортсменов — 1
Мужчины
| Дисциплина      | Спортсмен | Предварительный раунд | Предварительный раунд | Четвертьфиналы | Четвертьфиналы | Полуфиналы | Полуфиналы | Финал     | Финал |
| Дисциплина      | Спортсмен | Результат             | Место                 | Результат      | Место          | Результат  | Место      | Результат | Место |
| --------------- | --------- | --------------------- | --------------------- | -------------- | -------------- | ---------- | ---------- | --------- | ----- |
| ходьба на 50 км |           |                       |                       |                |                |            |            |           |       |

### Тяжёлая атлетика
Спортсменов — 1
Мужчины
| Категория | Спортсмен       | Вес   | Рывок | Рывок | Рывок | Толчок | Толчок | Толчок | Всего | Место |
| Категория | Спортсмен       | Вес   | 1     | 2     | 3     | 1      | 2      | 3      | Всего | Место |
| --------- | --------------- | ----- | ----- | ----- | ----- | ------ | ------ | ------ | ----- | ----- |
| до 62 кг  | Хулио Саламанка | 61.03 | 110   | 115   | 115   | 150    | 150    | 155    | 260   | 11    |